# Pieni Harrijärvi
Pieni Harrijärvi och Iso Harrijärvi, eller Harrijärvet är sjöar i Finland. De ligger i kommunen Enare i landskapet Lappland, i den norra delen av landet, 1 000 km norr om huvudstaden Helsingfors. Pieni Harrijärvi ligger 132,1 meter över havet. Arean är 61,5 hektar och strandlinjen är 8,77 kilometer lång. Sjön  ingår i Pasvik älvs huvudavrinningsområde. 